# Didier Gomes Da Rosa
Didier Gomes Da Rosa (ur. 1 października 1969 w Charenton-le-Pont) – francuski trener piłkarski.

## Kariera trenerska
Swoją karierę trenerską Da Rosa rozpoczął od prowadzenia francuskich klubów takich jak: AS Roquebrune Cap Martin (2008-2010), ES Fos sur Mer (2010), Cagnes-le-Cros (2010-2011) i rezerwy AS Cannes (2012-2013). W 2013 roku został zatrudniony w rwandyjskim Rayon Sports FC i w sezonie 2012/2013 wywalczył z nim mistrzostwo Rwandy. W latach 2014–2015 prowadził kameruński Coton Sport. Wywalczył z nim mistrzostwo Kamerunu w 2014 i 2015 oraz zdobył Puchar Kamerunu w 2014.
W latach 2015–2017 Da Rosa pracował w algierskich CS Constantine (2015-2016) i JSM Skikda (2016-2017). Z kolei w latach 2017-2018 był trenerem etiopskiego Ethiopian Coffee. W 2019 roku prowadził gwinejski Horoya AC, z którym wywalczył mistrzostwo i Puchar Gwinei. W latach 2019–2020 był zatrudniony w egipskim Ismaily SC, a w latach 2020-2021 w sudańskim Al-Merreikh, który doprowadził do mistrzostwa Sudanu. W 2021 był trenerem tanzańskiego Simba SC, z którym został mistrzem Tanzanii oraz zdobył Puchar Tanzanii.
W listopadzie 2021 roku Da Rosa zastąpił rodaka Corentina Martinsa na stanowisku selekcjonera reprezentacji Mauretanii. Prowadził ją w 2022 roku w Pucharze Narodów Afryki 2021. Mauretania zakończyła ten turniej na fazie grupowej. W marcu 2022 odszedł ze stanowiska.